# Павлово (Никольский район)
Павлово — деревня в Никольском районе Вологодской области.
Входит в состав Аргуновского сельского поселения, с точки зрения административно-территориального деления — в Аргуновский сельсовет.
Расстояние по автодороге до районного центра Никольска — 46 км, до центра муниципального образования Аргуново — 2 км. Ближайшие населённые пункты — Телянино, Ильинское, Мичково.
По переписи 2002 года население — 78 человек (36 мужчин, 42 женщины). Преобладающая национальность — русские (99 %).